# شخصية (تجربة المستخدم)

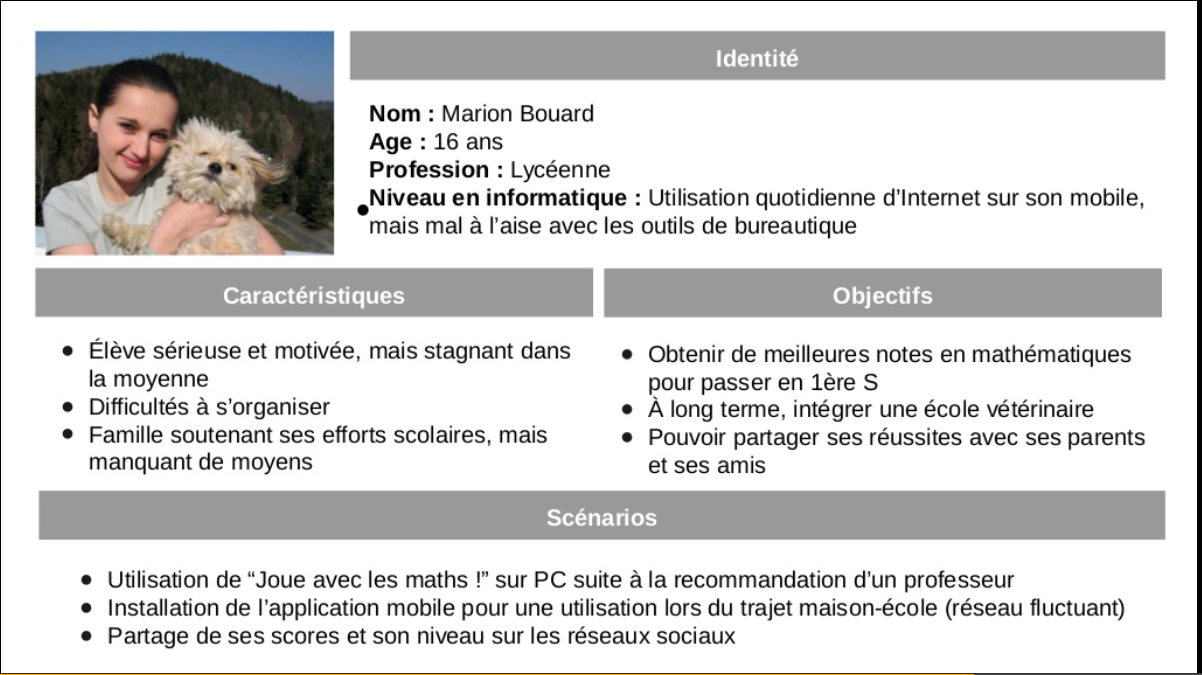

الشخصية، (تعرف أيضًا بشخصية المستخدم، أو شخصية العميل، أو شخصية المشتري) في التصميم الموجه للمستخدم والتسويق هي شخص تخيلي يجري إنشاؤه لتمثيل نمط من المستخدمين الذين قد يستخدمون موقعًا أو علامة تجارية أو منتجًا بطريقة متشابهة. قد يستخدم المسوقون الشخصيات إلى جانب تجزئة السوق، لتجميع الشخصيات النوعية لتمثل قطاعًا محددًا. مصطلح شخصية مستخدم على نطاق واسع في تطبيقات الإنترنت والتكنولوجيا بالإضافة إلى الإعلان، حيث قد تستخدم مصطلحات أخرى مثل الصور القلمية.
الشخصيات مفيدة فيما يتعلق بالأهداف والرغبات وعمليات حد مشتري ومستخدمي علامة تجارية ما من أجل المساعدة في توجيه القرارات حول خدمة أو منتَج أو مساحة تفاعلية مثل المزايا والتفاعلات والتصميم المرئي لموقع ويب. قد تستخدم الشخصيات أيضًا باعتبارها جزءًا من عملية التصميم الموجه للمستخدم من أجل تصميم البرمجيات وتُعتبر أيضًا جزءًا من تصميم التفاعل (آي إكس دي)، بعد أن استُخدمت في التصميم الصناعي ومؤخرًا أكثر لأهداف تسويقية.
شخصية مستخدم ما هي تمثيل لأهداف وسلوك مجموعة افتراضية من المستخدمين. في معظم الحالات، تُشتق الشخصيات من البيانات التي جُمعت من مقابلات مع المستخدمين. تُؤخذ في صفحة أو اثنتين من الوصف الذي يتضمن الأنماط السلوكية، والأهداف، والمهارات، والتوجهات، مع القليل من تفاصيل الشخصية الخيالية لجعل الشخصية شخصًا واقعيًا. بالإضافة إلى التفاعل الإنساني الحاسوبي، تستخدم الشخصيات على نطاق واسع في المبيعات، والإعلان، والتسويق، وتصميم الأنظمة. توفر الشخصيات سلوكيات، وتوقعات، واعتراضات محتملة مشتركة لدى الناس الذين يطابقون شخصية مفترضة.

## تاريخها
ضمن مجال تصميم البرمجيات، اقترح آلان كوبر، وهو رائد في تطوير البرمجيات، مفهوم شخصية المستخدم. بدءًا من عام 1983، بدأ باستخدام نموذج أولي لما يمكن أن تصبحه الشخصية باستخدام بيانات من مقابلات غير رسمية مع سبعة إلى ثمانية مستخدمين. منذ عام 1995، انشغل في بحث الكيفية التي سيستخدم مستخدم محدد البرنامج وسيتفاعل معه فيها بدلًا عن المستخدم المعمم. رُوج للتقنية من أجل الأعمال عبر الإنترنت ومجتمع التكنولوجيا في كتابه الصادر عام 1999 النزلاء يديرون المصحة. في هذا الكتاب، يحدد كوبر السمات العامة، ويستخدم أفضل الممارسات من أجل إنشاء شخصيات، وينصح بتصميم البرمجيات لطراز بدئي واحد من المستخدمين.
طور أنغوس جنكستون مفهوم استيعاب قطاعات العملاء باعتبارها مجتمعات لها هوية متساوقة في عامي 1993 و1994 وتبنته شركة أوغيفي ون عالميًا مع العملاء تحت اسم كستومر برينتس باعتباره «أوصاف بدئية ليوم من الحياة». وتبع ذلك إنشاء أشخاص تخيليين أو خياليين لتمثيل قطاعات العملاء أو المجتمعات هاته. كان نهج جنكستون يقتضي وصف شكل تخيلي ما في تفاعله وسلوكه وتوجهه الحقيقي بالنسبة للعلامة التجارية، وكان مايكل جيكوبس قد أدرك الفكرة في البداية في سلسلة من الدراسات. في عام 1997، وصف نظام إدارة المعرفة العالمية الخاص بشركة أوغيلفي، ترافلز، المفهوم كما يلي: «لكل علامة تجارية قبيلة من الأشخاص الذين يتشاركون الانسجام مع قيم العلامة التجارية. ينقسم هذا الكون بصورة نموذجية إلى عدد من المجتمعات المختلفة التي تنطوي على نفس السلوكيات الشرائية أو على سلوكيات متشابهة جدًا، والتي يمكن أن تُفهم شخصياتها وسماتها بالنسبة للعلامة التجارية (سواء كانت منتَجًا أو خدمة) فيما يتعلق بالقيم المشتركة، والتوجهات والافتراضات. كستومر برينتس هي أوصاف تلتقط الجوهر الحي لهذه المجموعات المميزة من العملاء».